# Agrostis virletii
Agrostis virletii é uma espécie de gramínea do gênero Agrostis, pertencente à família Poaceae.